# Shavon Shields
Shavon O'Day Shields (Overland Park, Kansas; 5 de junio de 1994) es un jugador de baloncesto estadounidense, con nacionalidad danesa, que pertenece a la plantilla del Pallacanestro Olimpia Milano de la Lega Basket Serie A. Con 2,01 metros de altura juega en la posición de escolta.

## Profesional
Jugador formado en los Nebraska Cornhuskers, llegó en 2016 a Europa para jugar en las filas del Skyliners Frankfurt.
En abril de 2017, abandona el club alemán para disputar los play-off por el título con el Aquila Basket Trento de la liga italiana.
En julio de 2018 se hace oficial su fichaje por el Kirolbet Baskonia por dos temporadas.
En julio de 2020, tras haber ganado la Liga Endesa con Kirolbet Baskonia, abandona el conjunto español para jugar en el Pallacanestro Olimpia Milano de la Lega Basket Serie A.